# Catulo da Paixão Cearense
Catulo da Paixão Cearense ( São Luís, 31 de enero de 1866 - Río de Janeiro, 10 de mayo de 1946 ), conocido como Poeta del Sertão, fue poeta, dramaturgo, músico y compositor brasileño . Considerado uno de los más grandes compositores de la historia de la canción popular brasileña. Durante mucho tiempo se consideró que la fecha de nacimiento era el 31 de enero de 1866, ya que la fecha original se había cambiado para que Catulo pudiera ser designado para el servicio público. Fue muy prestigioso por varios intelectuales, por la belleza de sus escritos.
Según la musicóloga Zuza Homem de Mello, Catulo se ganó el apodo de poeta del sertón “ cuando introdujo en su poesía el lenguaje heredado de lo que escuchó cuando era adolescente en el Nordeste ”. En opinión del crítico Murilo Araújo, "ninguno de nuestros poetas fue hasta tal punto el rumor inspirado de la tierra".

## Biografía
Nacido en São Luís el 8 de octubre de 1863, hijo de Amâncio José Paixão Cearense (nacido en Ceará) y Maria Celestina Braga (nacida en Maranhão). Se mudó a Río en 1880, a los 17 años, con su familia. Trabajó como relojero. Conoció varios coros de la época, como Anacleto de Medeiros y Viriato Figueira da Silva, cuando se inició en la música. Como parte de los círculos bohemios de la ciudad, se asoció con el librero Pedro da Silva Quaresma, propietario de la Livraria do Povo, quien comenzó a editar el repertorio de modas de la época en folletos tipo Cordel .
A los 19 años, Catulo interrumpió sus estudios y abrazó la guitarra, un instrumento entonces repelido en los hogares más modestos. Flautista principiante, pasó a la guitarra para poder cantar sus canciones. En ese momento comenzó a escribir y cantar canciones como "Talento e Formosura", "Canção do Africano" e "Invocación a una estrella". Catulo da Paixão Cearense comenzó a organizar recopilaciones, entre ellas O Cantor Fluminense y O Cancioneiro Popular, además de obras propias. Vivió sin preocupaciones, pues era bohemio, y murió en la pobreza. En algunas composiciones contó con la colaboración de algunos socios: Anacleto de Medeiros, Ernesto Nazareth, Chiquinha Gonzaga, Francisco Braga y otros. Catulo se casó, a los 21 años, con Hermelinda Aires da Silva, en la Igreja Matriz de São João Batista da Lagoa, el 27 de septiembre de 1885.
Catulo fue autodidacta. "Aprendí música, como aprendí a escribir versos, naturalmente", dijo Velho Marruêro. Sus primeras letras las enseñó su madre y toda su gran cultura la adquirió en los libros que compró y por su franquicia a la Biblioteca del Senado del Imperio, por ser maestro de los hijos del Conselheiro Gaspar da Silveira. En 1908 realizó una audición en el Conservatorio de Música.
Sus composiciones más famosas son Luar do Sertão (en colaboración con João Pernambuco), de 1914, que en opinión de Pedro Lessa es el himno nacional del sertanejo brasileño, y la letra de Flor Amorosa, que había sido compuesta por Joaquim Calado en 1867. También es responsable de la rehabilitación de la guitarra en las salas de la alta sociedad de Río y de la reforma de la "modinha".
Su padre murió el 1 de agosto de 1885, disgustado porque su hijo había abandonado sus estudios para convertirse en poeta, sin tiempo para presenciar la moralización de la guitarra, que llegó a tener un tremendo impacto en Catulo.

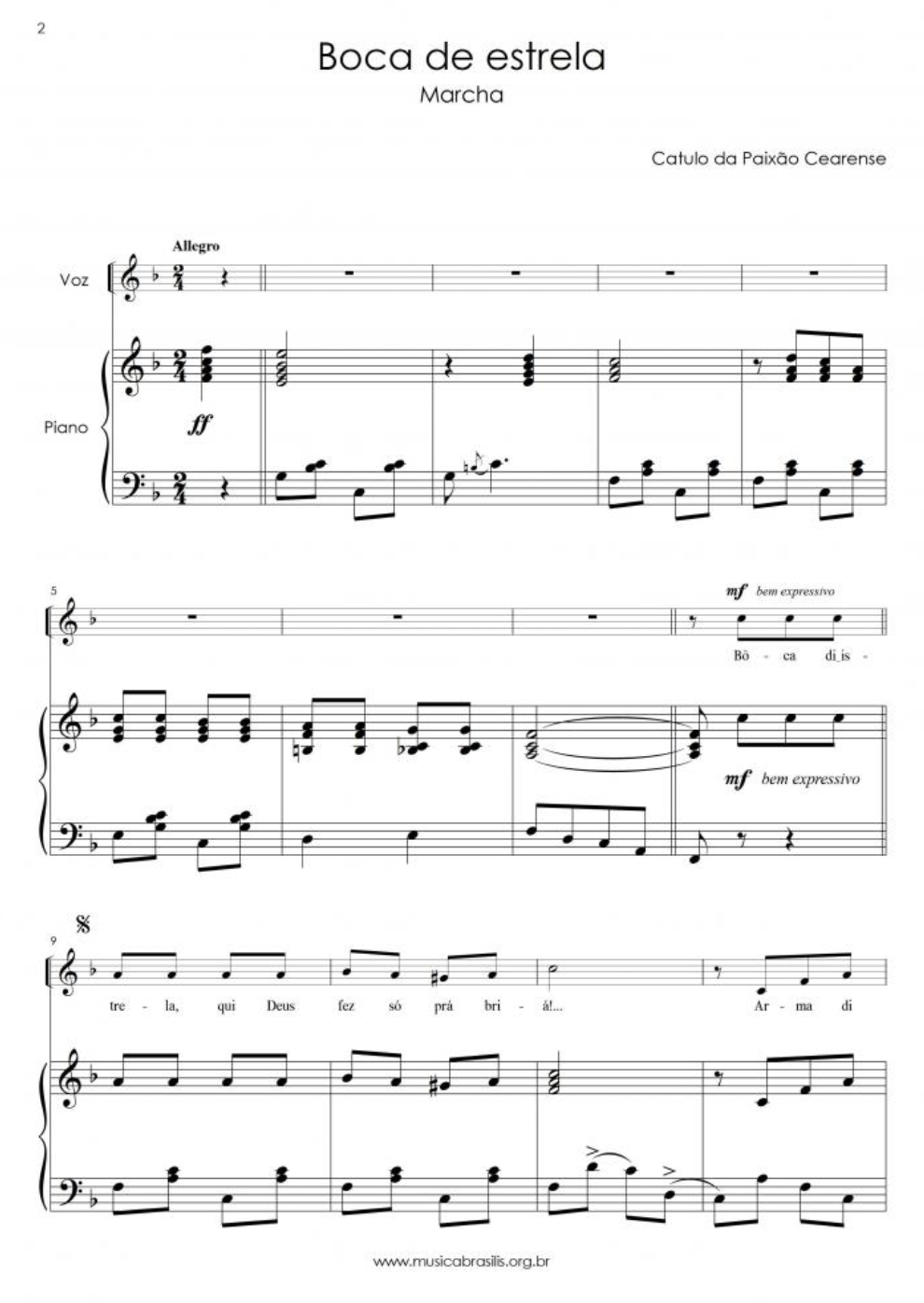
Boca de Estrela (1.ª página) - Partituras disponibles en [https://musicabrasilis.org.br/partituras/catulo-da-paixao-cearense-boca-de-estrela Portal Musica Brasilis

A medida que crecía, mejoraba. Catulo, un hombre, nunca cambiado, siempre fiel a su estilo.
". . . Gramática o no, soy un gran poeta. . ". .
Su casita en Engenho de Dentro, hundida en medio del bosque, era histórica. Allí recibía a sus admiradores, escritores extranjeros, académicos nacionales, siempre con banquetes de feijoada y champán que nunca reemplazó al parati, por ilustre que fuera el visitante.
Las medianeras eran de láminas y siempre que anticipaba la presencia de personas importantes se lo decía a la mulata convertida en ama de casa. "¡Cabocla, lava las paredes mañana, venimos el domingo!"
Su primera modinha famosa, "Ao Luar", fue compuesta en 1880.
Catulo falleció a los 83 años, el 10 de mayo de 1946, en la Rua Francisca Meyer nº 78, casa 2. Su cuerpo fue embalsamado y expuesto a la visita pública hasta el 13 de mayo, cuando fue enterrado en el cementerio de São Francisco de Paula, en Largo do Catumbi, al son de "Luar do Sertão".

## Discografía
- 195? - "Catullo, o poeta do sertão" (Sinter • LP)
- 195? - Luar do Sertão (Sinter • 33/10 pol.)
- 1960 - Catullo (RCA Victor • 33/10 pol.)

## Piezas de teatro
- “Un bohemio en el cielo”

## Venlaces externos
- Partituras, grabaciones de obras de Catullo da Paixão Cearense en el IMSLP
- memoria.bn.br/ Revista "A Noite Illustrated" - Edición Especial Homenaje a Catulo da Paixão Cearense

- Datos: Q16337108
- Multimedia: Catulo da Paixão Cearense / Q16337108